# Hadlaghatta, Bhadravati
Hadlaghatta là một làng thuộc tehsil Bhadravati, huyện Shimoga, bang Karnataka, Ấn Độ.